# 瀧華聡之
瀧華 聡之（たきはな さとし、1956年6月1日 - ）は、日本の裁判官。佐賀地方裁判所長、熊本地方裁判所長を経て、大津地方裁判所長。

## 人物・経歴
大阪府豊中市出身。東京大学卒業後、1986年東京地方裁判所判事補任官。最高裁判所事務総局人事局付、福岡地方裁判所判事補、那覇地方裁判所石垣支部判事等を経て、1996年東京地方裁判所判事。1998年最高裁判所司法研修所教官。2002年大阪高等裁判所判事。
2004年大阪地方裁判所判事。2007年大阪地方裁判所部総括判事。2008年京都地方裁判所部総括判事。2013年財務省国税庁大阪国税不服審判所長。2015年神戸地方裁判所部総括判事。同年佐賀地方裁判所長、佐賀家庭裁判所長。2017年熊本地方裁判所長。2019年大津地方裁判所長、大津家庭裁判所長。2021年定年退官。

## 裁判
- 冠婚葬祭のための積立金の互助会契約の中途解約に、高額の中途解約手数料を要するとした契約は、消費者契約法に違反するとし、セレマに対し解約手数料の返還を命じた[5]。